# Flucht nach Burma
Flucht nach Burma ist ein US-amerikanischer Abenteuerfilm aus dem Jahr 1955 von Allan Dwan mit Barbara Stanwyck und Robert Ryan in den Hauptrollen. Der Film wurde von Filmcrest Production und RKO Radio Pictures produziert. Das Drehbuch basiert auf der Kurzgeschichte Bow Tamely to Me von Kenneth Perkins, die am 31. Oktober 1936 im Magazin Collier’s erschien.

## Handlung
Captain Cardigan unterrichtet den Sawbwa von Sakar, dass der Mörder seines Sohnes als Jim Brecan identifiziert wurde, der amerikanische Geschäftspartner des Prinzen, der im Dschungel erschossen aufgefunden wurde. Der Brite Cardigan besteht darauf, den Mörder vor ein ordentliches Gericht zu bringen. Er vermutet, dass Brecan bei der Plantagenbesitzerin Gwen Moore Zuflucht suchen wird. Tatsächlich kann Brecan im Dschungel den Männern des Sawbwas ausweichen und die Plantage erreichen. Brecan gibt sich als Jim Martin aus und wird von Gwen, die Elefanten züchtet, zu einer Tigerjagd eingeladen. Als die Raubkatze Gwen angreift, erschießt Brecan das Tier. Später im Zelt küsst er Gwen. Auf der Plantage zurück macht Brecan heimlich das Funkgerät unbrauchbar. Später schießt er auf einen Einbrecher, der es seiner Meinung nach auf seine Rubine, die er bei sich trägt, abgesehen hat. Gwen deponiert die Edelsteine in ihren Safe.
Am nächsten Tag feiern die Eingeborenen ihr Neujahrsfest. Cardigan erscheint und gibt vor, Elefanten kaufen zu wollen. Bei einem Gespräch bemerkt er Brecans Waffe, eine Luger. Mit einer Luger wurde der Prinz ermordet. Während Gwen Cardigan einen Elefanten vorführt, durchsucht Brecan Cardigans Koffer und stößt auf dessen Dienstausweis. Schnell wird Gwen klar, dass ihr vorgeblicher Kunde keine Ahnung von Elefanten hat. Cardigan enthüllt ihr den wahren Grund seines Besuches. Er hat die Kugel dabei, die den Prinzen getötet hat und will sie mit der Munition in Brecans Waffe vergleichen. Gwen, mittlerweile in Brecan verliebt, glaubt ihm nicht und befiehlt ihrem Elefanten, Cardigan gegen einen Baum zu drücken, damit er ihren Liebhaber in Ruhe lässt. Cardigan will auf Brecan schießen, der mit einem Pferd flüchten will. Brecan ist schneller und schießt auf den Offizier, trifft aber den Elefanten am Bein. Cardigan kann die Kugel aus dem Bein des Elefanten entfernen, während Brecan entkommt. Gwen nimmt Cardigans Waffe an sich, der sich an die Verfolgung macht.
In Sorge um den unbewaffneten Cardigan folgt Gwen dem Offizier, um herauszufinden, dass dieser eine zweite Waffe hat. Nun will Gwen Brecan warnen und wird von Cardigan verfolgt. Gwen holt Brecan ein, doch auch Cardigan erscheint, woraufhin Brecan aufgibt. Auf dem Weg zurück nach Sakar rasten die drei in einer verlassenen Hütte. Nachts taucht eine Gruppe Banditen auf, befreit Brecan und fesselt Cardigan und Gwen. Als einer der Banditen Gwen belästigt, ruft Cardigan um Hilfe. Brecan kann verhindern, dass der Bandit Cardigan umbringt. Nachdem die Banditen abgezogen sind, entfesselt Brecan die Gefangenen, nimmt die zwei Kugeln an sich und verschwindet.
Einer der Banditen wird von der Polizei geschnappt und in den Palast zum Sawbwa gebracht. Der Mann zeigt eine Uhr vor, die dem Prinzen gehörte. Der rachsüchtige Sawbwa schickt seine Männer in den Dschungel. Der einsetzende Monsunregen zwingt Gwen und Cardigan, Schutz in einer weiteren verlassenen Hütte zu suchen und stoßen auf Brecan. Nach einer ungemütlichen Nacht erscheinen die Männer des Sawbwa. Brecan flieht mit dem Pferd zur Plantage, gefolgt von Gwen und Cardigan. Dort kommt es zum Kampf mit den Reitern, bei dem Gwen verletzt wird. Brecan gibt auf und wird zum Palast gebracht. Ein Junge übergibt kurze Zeit später Cardigan einen Brief des Prinzen. Der Junge erklärt, der Prinz habe ihm den Brief anvertraut, als dieser von einer Krankheit gezeichnet im Sterben lag. Gwen und Cardigan eilen zum Palast, wo Brecan ausgepeitscht werden soll. Gwen liest laut den Brief des Prinzen vor. Der Prinz war an der Pest erkrankt und hatte sich zum Schutz der Bevölkerung in den Dschungel zurückgezogen. Der Sawbwa lässt Brecan zu sich holen. Brecan erklärt, dass er den Prinzen erschießen musste, weil der im Delirium wild wurde und dabei war, in ein Dorf zu gehen und die Einwohner zu infizieren. Der Sawbwa spricht Brecan frei. Cardigan gibt ihm die Rubine zurück, die Brecan wiederum dem Sawbwa übergibt. Brecan wendet sich Gwen zu, beide freuen sich auf eine gemeinsame Zukunft.

## Hintergrund

### Produktion
Drehbeginn war Mitte Oktober 1954. Gedreht wurde u. a. in Thousand Oaks in Kalifornien.

### Stab
Van Nest Polglase war der Art Director, Fay Babcock die Szenenbildnerin, Gwen Wakeling die Kostümbildnerin.

### Besetzung
In kleinen, nicht im Abspann erwähnten Nebenrollen traten Jackie Loughery und Buddy Van Horn auf.

## Synchronisation
| Rolle         | Schauspieler     | Deutscher Synchronsprecher |
| ------------- | ---------------- | -------------------------- |
| Gwen Moore    | Barbara Stanwyck | Gisela Trowe               |
| Jim Brecan    | Robert Ryan      | Friedrich Joloff           |
| Cpt. Cardigan | David Farrar     | Wolf Martini               |
| Makesh        | Murvyn Vye       | Stanislav Ledinek          |
| Sawbwar       | Robert Warwick   | Eduard Wandrey             |
| Commissioner  | Reginald Denny   | Siegfried Schürenberg      |
| Kumat         | Robert Cabal     | Michael Chevalier          |

## Veröffentlichung
Die Premiere des Films fand am 9. April 1955 statt. In der Bundesrepublik Deutschland kam er am 9. Dezember 1955 in die Kinos, in Österreich im April 1956.

## Kritiken
Das Lexikon des internationalen Films schrieb: „Unglaubwürdiger Abenteuerfilm mit beeindruckenden Tieraufnahmen.“
Die Filmzeitschrift Cinema befand: „Barbara Stanwyck erlernte für diesen allenfalls optisch reizvollen Abenteuerfilm extra den Umgang mit Zirkuselefanten. Fazit: Exzellente Darsteller in einem Trivialplot.“
Der TV Guide sah in dem Werk eine zweitklassige Dschungelverfolgungsjagd.